# Iosif Ilici Regulski
Iosif Ilici Regulski (în rusă Иосиф Ильич Регульский, n. 13 martie 1859 - d. ?) a fost unul dintre generalii Armatei Țariste Ruse din Primul Război Mondial.
A îndeplinit funcția de comandant al Diviziei 9 Siberiană rusă în campania acesteia din România, având gradul de general-maior.:pp. 181-182 